# Грушевський Віталій Анатолійович
Віталій Анатолійович Грушевський (* 12 квітня 1971, с. Лепетиха, Березнегуватський район, Миколаївська область, Українська РСР, СРСР) — український політик, народний депутат України (2012--2014), Кандидат юридичних наук — захистив дисертацію за спеціальністю — Адміністративне право і процес; фінансове право; інформаційне право.
Голова партії — «Всеукраїнський народний союз».
Керівник громадської організації «Народний порятунок України»
Під час Євромайдану став відомим завдяки виступу на російському телебаченні з закликом припинити агресію проти України. З ефіру каналу «Россия 1» вирізали заклик українського нардепа зупинити війну в Україні [Архівовано 2 жовтня 2014 у Wayback Machine.]

## Життєпис
Генеральний директор ТОВ «МЕТСЕРВІС груп». З 2012 року Народний депутат України 7-го скликання.
З 2010 — був обраний депутатом Кіровоградської обласної ради по багатомандатному виборчому округу від Кіровоградської обласної організації Партії регіонів, член постійної комісії обласної ради з питань екологічної політики та раціонального природокористування.. Уповноважений представник депутатської групи «За мир та стабільність».

## Депутатство у Верховній Раді
На парламентських виборах 2012 р. висунутий кандидатом у депутати Верховної Ради України від Партії регіонів по одномандатному мажоритарному виборчому округу № 101, з центром у смт Голованівськ. За результатами голосування отримав перемогу набравши 30,77 % голосів виборців.
На позачергових виборах до ВРУ 2014 — йшов як самовисуванець, та безпартійний.  [Архівовано 3 грудня 2010 у Wayback Machine.]
Член Комітету Верховної Ради України з питань податкової та митної політики. За час перебування депутатом ВРУ розробив декілька якісних законопроєктів, серед яких 2346а «Про внесення змін до Закону України „Про оренду землі“ (щодо врегулювання порядку укладання та припинення договорів оренди землі)». Метою даного законопроєкту є унеможливлення передачі (шляхом продажу корпоративних прав) договорів оренди землі орендареві, з якими власник земельної ділянки (паю) фактично не укладав таку угоду. Шляхом внесення цих змін до «Закону про оренду землі» буде врегульовано порядок припинення договорів оренди землі, в тих випадках коли засновники господарських товариств змінились. Для цього пропонується на стадії укладення договору оренди земельної ділянки зобов'язати орендаря надати орендодавцю, для внесення в текст договору — перелік юридичних та фізичних осіб, які є учасником (учасниками), членами (членом), засновниками (засновником), акціонерами орендаря — власниками частки в статутному капіталі понад 10 (десять) відсотків. Ці відомості надаються без зазначення розміру часток (пакетів акцій), що належать юридичним та, або фізичним особам в статутному капіталі орендаря, а в разі зміни цього складу (не пов’ язаного з успадкуванням корпоративних прав) припиняти дію договору оренди земельної ділянки (паю), що відповідає вимогам статті № 651 Цивільного Кодекс у України.
Прийняття проєкту Закону дасть можливість ліквідувати прогалину у земельному законодавстві щодо передачі (шляхом продажу корпоративних прав) угоди оренди земельного паю іншому орендареві, відмінному від того з ким розпорядник (власник) паю уклав таку угоду. Запровадження норм законопроєкту сприятиме захисту власників земельних ділянок, які уклали договори оренди землі, врегулюванню відносин при зміні особи орендаря в орендних земельних відносинах та забезпечить належне дотримання сторонами прав та обов'язків. Законопроєкт було передано на розгляд профільному комітету. Корпоративні інтереси великих землекористувачів не дозволили захистити селян. Законопроєкт був колективною розробкою виборців 101 округу.

## Діяльність під час Євромайдану
2 лютого 2014 виступив на Всенародному віче на Майдані з програмою очищення від корупції, повного перезавантаження влади: «1. Встановити безумовну дію закону. Закон один для всіх і закон понад усе.
2. Винні в провокаціях, людських жертвах та безчинствах, повинні бути знайдені і нести відповідальність. Встановити виконавців, організаторів, а головне замовників. Створити комісію майдану із числа громадських організацій, котрі будуть спільно працювати з парламентською комісією, щоб надати відповідь суспільству і незамовчити це.
3. Кандидат на посаду прем'єр-міністра, перед затвердженням Верховною Радою повинен запропонувати план дій: економічну програму розвитку. Це дасть можливість місцевим громадам контролювати Народних депутатів, які віддали голос за ці програми.
4. Місцевим громадам організуватись і приступити до складання списку тих місцевих чиновників, посадовців, суддів, котрі порушують закон і зневажають людей. І списки передавати в комісію та своїм Народним депутатам для відповідних дій.
5. Кандидати на посаду губернаторів, голів районних адміністрацій, перед призначенням повинні пройти громадські слухання в обласних радах і громадах.
6. Київ повинен отримати обрану народом Київраду і місцевого голову.
7. Нам, всій Україні потрібно готуватись до президентських виборів, згідно закону України. Ми, весь український народ довели усьому суспільству, що наша спільна мета- це побудова сучасної, незалежної і демократичної України. Народні депутати, політичні партії, лідери ! Досить працювати для телекамер, потрібно працювати для української громади. Переконаний — ми мудрі. Українська громада і ми збережемо незалежність і об'єднаність України. Слава Україні!» Виступ на майдані відеотрансляція
2 липня 2014 став уповноваженим депутатської групи За мир та стабільність.
У вересні 2014 до В.Грушевського були надумані претензії (17 каналу) на підставі начебто знайдених документів з Межигір'я. За дослідженнями журналістів сайту YanukovychLeaks (серед яких відсутні журналісти 17 каналу) — інформація не підтверджена, офіційних підозр та кримінальних справ не має. Отже ексклюзив 17 каналу є особистою «жовтою» думкою та компрометуючим фактом. Ролики із сайтів, соціальних мереж є суб'єктивною думкою, а не офіційним дослідженням чи розслідуванням.

### Громадянська позиція
23 вересня, група «псевдоактивістів» вчинили напад на Віталія Грушевського. Як пізніше з'ясувалось це була замовна акція «так званих активістів» та їх замовників на чітку громадянську позицію. Думка «ексклюзиву» не є об'єктивною, https://web.archive.org/web/20160920221100/https://ord-ua.com/2015/01/27/kak-poroshenko-zarabatyivaet-v-strane-agressore/?page=1#c1140225 - ТСН провела власне розслідування. І тепер знає, хто за цим стоїть, хто надав нападникам прикриття, та найголовніше — як кремлівські пропагандисти пробралися в українське міністерство, яке повинно протидіяти таким атакам. Виставу кремлівських інформботів влаштував керівник фейкової премії — журналіст «17 каналу», дуже лояльного до терористів ЗМІ з незрозумілими фінансовими джерелами.

## Кримінальне переслідування
3 вересня 2024 року Віталій Грушевський разом з трьома спільниками був затриманий СБУ за звинуваченням у співпраці зі спецслужбами РФ, зокрема за створення агентурної мережі для виконання завдань ФСБ Росії та підготовку до замаху на журналіста Дмитра Гордона.